# 1. mehanizirana bojna "Tigrovi"
1. mehanizirana bojna "Tigrovi" je postrojba oružanih snaga Republike Hrvatske unutar Gardijske motorizirane brigade. Bojna je osnovana 2007. u sklopu preustroja oružanih snaga a u njezin sastava je ušla 1. gardijska brigada. Bojna Tigrovi smještena je u petrinjskoj vojarni "Pukovnik Predrag Matanović", koja bi se u sklopu projekta Vojarna 21. stoljeća trebala potpuno modernizirati u skladu s najnovijim svjetskim i NATO standardima.